# Échigey
 Échigey  là một xã ở tỉnh Côte-d’Or trong vùng Bourgogne-Franche-Comté, phía đông nước Pháp. Xã Échigey nằm ở khu vực có độ cao từ 189-204 mét trên mực nước biển.